# 上思冬青
上思冬青（学名：Ilex peiradena）为冬青科冬青属的植物，为中国的特有植物。分布在中国大陆的广西等地，生长于海拔230米至1,270米的地区，多生在山地丛林中和沼泽地中，目前已由人工引种栽培。